# Quentalia lapana
Quentalia lapana är en fjärilsart som beskrevs av William Schaus 1920. Quentalia lapana ingår i släktet Quentalia och familjen silkesspinnare. Inga underarter finns listade.